# Slobobans Undergång
Slobobans Undergång är ett punkband från Partille bildat 1977 av bröderna Per och Staffan Hassling. De har kallats för Sveriges första punkband.
Bandet började med att spela översatta covers av band som New York Dolls och The Damned men omkring 1978 började de skriva egna låtar och turnerade runt i Sverige med bland andra Ebba Grön. Slobobans Undergång splittrades 1985 men har gjort flera återföreningar och spelningar efter det. Bandet är fortfarande (2023) aktivt och släppte 2023 sin singel Ett annat liv följt av spelningar i Göteborg.

## Medlemmar

### Nuvarande medlemmar
- Per Hassling – sång
- Staffan Hassling –  sång
- Anders Möller – gitarr
- Björn Centergran – trummor
- Björn Holmudd (Ivarsson)  – bas
- Gert Petterssson – gitarr

### Tidigare medlemmar
- Tomas Andersson - bas
- Martin Karlsson - gitarr

## Diskografi
- 1979 – Maktgalen (EP)
- 1980 – Bli en av oss (singel)
- 1981 – I nöd och lust (singel)
- 1983 – Stål och styrka (singel)
- 1985 – Split LP med Rövarna
- 1993 – Stål och styrka (album)
- 2023 – Ett annat liv (singel)[4]